# Eetu Luostarinen
Eetu Luostarinen (Siilinjärvi, Finlandia, 2 de septiembre de 1998) es un jugador profesional finlandés de hockey sobre hielo que se desempeña en la posición de centro en Florida Panthers, equipo de la National Hockey League (NHL).

## Carrera
Fue seleccionado en la segunda ronda en la NHL Entry Draft de 2017. En 2019 hizo su debut profesional con el equipo Carolina Hurricanes, en el cual jugó una temporada (2019-2020), después pasó a Florida Panthers, donde lleva jugando cuatro temporadas.